# Ablon-sur-Seine
Ablon-sur-Seine è un comune francese di 5 187 abitanti situato nel dipartimento della Valle della Marna nella regione dell'Île-de-France.

## Società

### Evoluzione demografica
Abitanti censiti